# Ориндж-Волк
Ориндж-Волк (англ. Orange Walk) — місто на північному заході Белізу, в окрузі Ориндж-Волк і є адміністративним центром однойменного округу.

## Розташування
Ориндж-Волк знаходиться на низовині Юкатанської платформи в серединній частині Белізу. Місцевість навколо Ориндж-Волка рівнинна, помережена невеличкими річками та болотяними озерцями, а місто стоїть
на березі головної водної артерії округу — повноводної річки Ріо-Нуево (Rio Nuevo).

## Населення
Населення за даними на 2010 рік становить 13 674 осіб. З етнічної точки зору, населення — це суміш: мая, метисів та креолів.
| Рік       | 2000  | 2010  |
| --------- | ----- | ----- |
| Населення | 13483 | 13674 |

## Клімат
Ориндж-Волк знаходиться у зоні тропічного мусонного клімату. Середньорічна температура становить +24 °C. Найспекотніший місяць квітень, коли середня температура становить +26 °C. Найхолодніший місяць січень, з середньою температурою +21 °С. Середньорічна кількість опадів становить 3261 міліметрів. Найбільше опадів випадає у жовтні, у середньому 404 мм опадів, самий сухий квітень, з 46 мм опадів.